# Lactuca quercina
Espèce
Classification phylogénétique

La laitue à feuilles de chêne, ou laitue de Chaix (Lactuca quercina), est une espèce de plante à fleurs de la famille des Astéracées.
C'est une plante herbacée, connue aussi sous le nom de laitue gigantesque (Lactuca altissima). Elle a avantageusement remplacé en France la laitue vireuse et la laitue cultivée pour l'extraction du lactucarium médical qui avait remplacé, en médecine, la thridace traditionnelle (extrait sec, obtenu par l'eau, des tiges de laitue cultivée). C'est M. Aubergier qui l'avait sélectionnée parmi les autres espèces, puis favorisée et popularisée par ses travaux dans son exploitation au cours des années 1830-1840 du côté de Clermont-Ferrand. Le lactucarium, de qualité, a par la suite été abondamment produit par cette plante jusque dans la seconde moitié du XXe siècle avec les méthodes de maître Aubergier.